# Marvel Super Heroes
Cet article concerne le jeu vidéo. Pour la série de comics, voir Marvel Super-Heroes.
Marvel Super Heroes (マーヴルスーパーヒーローズ) est un jeu vidéo de combat développé et édité par Capcom en octobre 1995 sur CP System II. Inspiré de la saga Infinity Gauntlet, ce jeu a été produit par Capcom en hommage à Jack Kirby, un des plus grands illustrateurs/scénaristes américain de comic, décédé en 1994,.

## Système de jeu
Jeu de combat en duel entre deux joueurs ou contre le logiciel durant un temps imparti. Si deux combats sont gagnés par un joueur la partie est remportée. En cas d'égalité entre les deux joueurs un troisième combat est engagé pour déterminer le vainqueur.

## Personnages
- Hulk
- Iron Man
- Wolverine
- Psylocke
- Spider-Man
- Magneto
- Le Fléau
- Captain America
- Shuma-Gorath
- Blackheart
- Docteur Fatalis[3]
- Thanos[3]
- Anita (uniquement dans la version japonaise en tant que personnage caché)[4]

## Portages
- PlayStation : 1997
- Saturn : 1997